# 成子當
公子当（？—？），即公叔成子、公叔当，姬姓，名当，中国春秋时期卫国的公子，卫献公之子。
公子当的后代为公叔氏，他的儿子是公叔文子（公叔发），孙子是公叔戌。